# Mount Clear
Mount Clear ist ein kleiner Ort südlich der Australischen Alpen im Bundesstaat Victoria. Beim Census 2016 hatte er 3.390 Einwohner.
Mount Clear ist im Einzugsgebiet von Ballarat, in der Region „The Goldfields“ und liegt etwa 100 Kilometer von Melbourne, der Hauptstadt von Victoria entfernt. Mount Clear besitzt eine Primary School.